# Francisco Díaz Klaassen
Francisco Díaz Klaassen (Santiago, 1984) es un escritor chileno. Estudió literatura inglesa en la Pontificia Universidad Católica de Chile y después consiguió una beca para hacer un máster de escritura creativa en la Universidad de Nueva York. A día de hoy cursa en la Universidad de Cornell un doctorado en literatura.

## Trayectoria
Sus primeros cuentos los publicó a los 17 años, en la desaparecida Zona de Contacto de El Mercurio. El primer libro lo publicó en 2009 bajo el título de Antología del cuento nuevo chileno, obra que, como él mismo dice, puede leerse como una recopilación de relatos o como una novela:
"Formalmente, es un libro de cuentos, una antología apócrifa de doce autores inventados por mí. Sin embargo, me gusta creer que es también una novela acerca de Orlando Martínez, el antólogo, un veterano profesor de literatura inglesa y crítico literario que vivió toda su vida en Estados Unidos, donde se llenó de títulos y postítulos y publicó cuanto paper y libro académico pudo, y que, tras jubilarse y regresar a Chile, se desquicia al darse cuenta de que nadie le da tribuna en su propio país —para hablar de literatura, pero también de otras cosas, de la vida en general—, que no hay un púlpito esperándolo, ninguna audiencia que quiera oírlo. Entonces se inventa esta antología, caprichosa desde sus mismas bases: sólo pueden participar en ella autores que hayan nacido en el año 1984 y que demuestren admiración por el denostado escritor chileno Lucas Álvarez (otra invención mía, el decimosegundo autor/apóstol). Sin embargo, en el libro mismo Martínez se rehúsa a hablar de los escritores que edita, prefiere en cambio contar su propia historia, dictar cátedra sobre la literatura actual y antigua, el sistema de educación, etcétera; lo hace a través de un largo exordio, los comentarios a los cuentos —que no siempre comentan los cuentos— e interminables notas a pie, que suelen interrumpir los relatos sin ningún tipo de recato. Y de esta manera va surgiendo —espero— la novela, que no es otra cosa que el testamento de la decadencia y la soledad de los últimos días de Orlando Martínez", dice el autor.
Su segunda novela, más lineal que la anterior, es El hombre sin acción (2011) y obtuvo el Premio Roberto Bolaño 2010. Sobre su escritura, ha dicho: 
"Nunca pretendo lograr nada con las cosas que escribo, aparte del cliché: pasar un buen rato escribiendo y, de ser posible, que alguien lea eso algún día y pase un buen rato leyéndolo. Muchas  —cuando no todas— de las cosas que escribo, las escribo sin saber por qué, a qué impulso responden, o qué significado tienen, si es que tienen alguno".
Es autor del blog de ficciones Tough Guys Don’t Dance.
En 2011 fue seleccionado —junto con otros dos chilenos: Nona Fernández y Diego Muñoz Valenzuela— como uno de los "25 tesoros literarios a la espera de ser descubiertos" —escritores "cuyo talento se ha consolidado en sus países, pero que aún son poco conocidos fuera de éstos"— por la Feria Internacional del Libro de Guadalajara para celebrar sus 25 años de existencia.

## Premios
- 2º lugar en el concurso de cuento breve Del Vuelo y Otras Yerbas 2005 (DGE-Salud) por Instrucciones para experimentar con la marihuana un treinta de abril, día de la reina, en Ámsterdam por Boris Vian[8]
- Premio Roberto Bolaño 2010 (Consejo Nacional del Libro y la Lectura) por El hombre sin acción[5]

## Obras
- Antología del cuento nuevo chileno, Forja, 2009
- El hombre sin acción, Forja, 2011
- Cuando éramos jóvenes, Sudaquia Editores, 2012
- La hora más corta, Alfaguara, 2016
- En la colina, Candaya, 2019